# 家なき子レミ
『家なき子レミ』（いえなきこレミ）は、1996年9月1日から1997年3月23日まで、フジテレビ系列で毎週日曜19:30 - 20:00（JST）に全23回が放送された、日本アニメーション制作のテレビアニメ。『世界名作劇場』の第23作に当たると共に、地上波テレビシリーズとしての最終作でもある。

## 概要
原作はエクトール・アンリ・マロの『家なき子』（Sans famille）。原作のテロップ部分は同じマロ原作の『ペリーヌ物語』（1978年）と同様に、エクトル・マロとクレジットされている。『世界名作劇場』のテレビシリーズとしては、セル画を使用しフィルムで撮影する形態で制作された最後の作品でもある。
前作『名犬ラッシー』が打ち切られ急遽企画されたため、『世界名作劇場』では初めて年初以外の放映開始となった。また放送開始に先立って、1996年8月30日には『世界名作劇場』の記念番組が、フジテレビローカル（金曜17:30 - 18:00）にて放送され、歴代のシリーズ作品の紹介と併せて本作品の紹介・PRも行われた。
物語前半はレミとヴィタリスとの芸人としての旅が描かれる。後半はヴィタリスの死後にガスパールという男の家に行き、最終的にはガスパールの家で出会ったマチアとの恋愛物語が展開される。原作との相違点として、原作では男子だった主人公が女子へと変更されている他、物語終盤につれ物語の展開も原作小説のそれを離れ、前述の恋愛劇が主体となっていった。
前作に引き続き未放送話数が存在するが、本作品では編成上の都合などにより、当初より放送回数は全23回と決められていた。しかし日本アニメーションが海外へ番組を輸出する際の制約として、話数が1クール単位（13話単位）と決められていたことから、実費で3本追加し全26話となったという経緯がある。未放送話数が、本筋とは直接関係ない内容として制作されているのは前作と同様である。

## あらすじ
レミ・バルブランは貧しいながらも母親アンヌと妹ナナとともに幸福に暮らしていた。しかしパリまで出稼ぎに行っていた父親が大怪我をしてレミたち家族の元へ帰ってくると、レミは自分が捨て子だったという出生の秘密を知らされる。そして愛する者、親しんだ土地から離れなければならなくなった。

## 登場人物
キャラクターデザインの面では、『名犬ラッシー』で低めの頭身（デフォルメ）で丸顔になった絵柄を『ロミオの青い空』以前の絵柄に戻している。
レミ・バルブラン
声 - 堀江美都子　
本作品の主人公。赤ん坊のときにパリの道端に捨てられていたところをジェロームに拾われ、以後バルブラン家の長女として育てられた。母と妹と共に幸せに暮らしていたが、10歳になった年にジェロームから自分の出生を知らされ、厄介者として人買いに売られそうになるが、ヴィタリス一座に救われる。そして拾われたときに持っていたネックレスを手がかりに、一座の仲間と共に旅をしながら本当の母親を探すことを決意する。歌が得意で、歌唱力は大人にも負けていない。
物語中盤でヴィタリスが死んでしまい、彼を埋葬した後死ぬ直前に行くように諭されていたパリのガスパールの家を目指す。そこで孤児たちのリーダー格でまとめ役であるマチアと出会い、物語を通していく内に互いに惹かれていき最終的に恋仲となる。
実は、名門貴族、ミリガン家の長女であることが判明する。しかし、このことからガスパールら悪人たちに拉致・監禁されてしまうが、最後はマチアを始めとする仲間たちやプレルの活躍により救われ、遂に実の母親であるミリガン夫人との涙の再会を果たして抱き合う。その後、「私一人だけ幸せにはなれない、みんな一緒」、「みんながいなければ、私はとっくの昔にくじけてた」と母と共に孤児の仲間たちを迎えに来る。イギリスに行く前にシャバノン村に戻って自分の育ての母親であるアンヌと妹ナナと再会する決意をする。そして、「一流のヴァイオリニストになってレミを迎えに行く」と言うマチアの告白を受け入れる。
テーマ曲は「LIKE MOTHER〜大好きなお母さん〜」。
ヴィタリス
声 - 山野史人
ヴィタリス一座の団長。あらゆる楽器を演奏でき、特にヴァイオリンが上手い。若い頃は凄腕の音楽家だった。人買いに売られそうになったレミを助け、団員として一座に加える。レミに旅を通じて世の中の厳しさと、それに負けずに前向きに生きていく強さを教える。物語中盤で非業の死を遂げる。
ジョリクール
声 - 佐藤智恵
ヴィタリス一座のスターの小猿。いつも飾りのついた帽子と上着を身に着けている。体は小さいがとても賢く好奇心旺盛な性格で、作中では人の言葉を理解して動いているような演出が取られている。南国の生まれのため寒さに弱い。身軽な動きと表情豊かな感じを活かして、興行では曲芸をやったり“ジョリクール閣下”として召使い役のレミたちと小芝居をする。

### 作中の主な動物たち
カピ
ヴィタリス一座の一員。青い帽子を被った白い中型犬（または細身の大型犬）。名前の由来は、イタリア語の「頭（かしら）」という意味のカピターノから。ヴィタリス一座の動物たちをまとめるリーダー的存在。作中では、騒動に巻き込まれたり誰かがいなくなった時などは仲間と共に救出や捜索に向かう。
ゼルビーノ
ヴィタリス一座の一員。紫色のシャツを着た黒い中型犬。名前の由来は、イタリア語で「おしゃれ」という意味のゼルビーノから。ヴィタリス一座の座員で一番のいたずら者。興行では、自身とカピが口で回す縄でドルチェが縄跳びをしている。
ドルチェ
ヴィタリス一座の一員。赤いスカーフを首に巻いた茶色い小型犬。メス。名前の由来は、イタリア語で「優しさ」という意味のドルチェから。小さいながらも時に仲間を守る勇気のある性格。
サンドラ
ヴィタリスが飼うこげ茶色のロバ。レミやヴィタリス、一座の荷物を乗せた馬車を引っ張るのが仕事。旅の途中で馬車が放火され、サンドラの命は助かったが旅の資金がなくなったヴィタリスにより仕方なく村人に売られる。
ルーセット
バルブラン家で飼われていた家畜の雌牛。自身が出したミルクとそれで作ったバターを売ったお金で、貧しい一家の暮らしを支えていた。しかし、ジェロームの怪我の治療費と入院費を立て替えていた隣村の男性に、借金のカタとして持っていかれてしまう。

### レミの育ての親と妹
アンヌ・バルブラン
声 - 弘中くみ子
レミの育ての母。生まれたばかりの子供を亡くし、悲しみに暮れていたところをレミとの出会いにより救われ、彼女を実の子同然に愛している。第1話で自身とレミの誕生日（同じ日）を迎えているが、これは赤ん坊のレミの誕生日が分からず、表向き“自身の誕生日とレミの誕生日はたまたま同じ日”ということにしたため。
ナナ・バルブラン
声 - 嶋方淳子
レミの妹で彼女を慕っておりいつもついて回っている。ジェロームとアンヌとの間にできたバルブラン家の実子で、レミとは血の繋がりがない。
ジェローム・バルブラン
声 - 田中正彦
アンヌの夫。普段はパリへ出稼ぎに行っており、長い間家に帰っていなかったが、仕事中の事故で大怪我を負い足が不自由になってしまったため帰省した。10年前にレミを拾ってきた張本人だが、そのときレミが高そうな産着を身に着けていたことから「きっと大金持ちの子供に違いない」と思い、親からの礼金目当てで引き取ったにすぎなかった。ゆえにレミに対して愛情はなく、生活苦からレミを疎み人買いに売り払おうとした。

### ミリガン夫人とその関係者
ミリガン夫人
声 - 山田栄子
イギリスの名門貴族、ミリガン家の未亡人。美しく心優しい女性で、警官に乱暴に追い払われたレミを助け、とても親切に接してくれた。長女（アーサーの姉）がいたが、赤ん坊の頃に連れ去られてしまったという。レミのカメオのペンダントから彼女が自分の娘だと確信し、プレル弁護士に捜索を依頼する。最終話で遂に実の娘であるレミと再会し、涙ながらに抱き合い喜ぶ。懐も広く、レミを助けてくれた孤児たちを自分の家族として受け入れた。
アーサー
声 - 冬馬由美
ミリガン夫人の息子。年は日本で言う小学生ぐらい（レミより2つ年下とのこと）。大病を患っている上、両足も動かず車椅子での生活を強いられている。一生歩くことはできないと医者に宣告され自暴自棄になり心を閉ざしていたが、レミの説得で生きる気力を取り戻した。
ネリー
声 - 林原めぐみ
ミリガン夫人の元で働くメイド。ミリガン夫人とアーサーの日常の世話をしながら母子の幸せを願う。ミリガン夫人の指示を受けて、プレル弁護士と共にレミの捜索に奔走する。
プレル弁護士
声 - 速水奨
ミリガン夫人の顧問弁護士。ミリガン夫人の攫われた娘の捜索をしていた。見かけによらず腕っ節が強く、最終回では自分に襲い掛かって来たガスパールを一本背負いで倒した。

### ガスパールの家の人たち
ガスパール
声 - 福田信昭
パリのルールシーヌ通りの集合住宅で暮らす。身寄りのない子供を買い取り、時には盗みなどの犯罪を強要してでもお金を稼がせる極悪人。ノルマの額（一日に20スー）を稼げなかった者には、容赦なく鞭で叩いて折檻する。ヴィタリスの知人だったガスパールの甥にあたり、伯父の死後家業を引き継いだ。ネリー達からレミの素性を知り、ミリガン家から身代金をせしめて大金持ちになる事を企みレミを拉致監禁する。しかし、監禁の知らせを聞いたプレルが警官と共に現れたため、襲い掛かろうとするが彼にあっさり一本背負いで投げ飛ばされ、ミリガン家に対するゆすりとレミ誘拐の罪で2人の悪友共々警察に逮捕された。

#### 少年少女たち
マチア
声 - 安達忍
孤児になりガスパールの元に売られた少年。12歳で最年長者として他の子供達のまとめ役をしている。ガスパールの命令で盗みを強要されていたが、レミに影響され真っ当な仕事でお金を稼ぐようになる。ぶっきらぼうだが根は誠実で優しい性格。音楽家だった父親の影響で、ヴァイオリンが得意。物語が進むにつれ、次第にレミと惹かれあうようになる。最終回で音楽家になることを決意し、立派な人間になってレミを迎えにいくと約束を交わす。
リカルド
声 - 結城比呂
仲間の中でサブリーダーのような少年。普段は明るい親しみやすい性格だが、マチアと同じくひったくりを強要されている。
アルベール
声 - 中友子
灰色の服を着た少年。靴磨きで稼いでいる。リカルドと同じくらい背が高いが口数は少なめでのんびりした性格。
マリア
声 - 荒木香恵
髪の毛を束ねた少女。花売りで稼ぎながら帰宅後は皆の食事作りを担当。孤児院育ちで、育ての母から愛されたレミを羨む。
マルセル
声 - 柊美冬（現・石村知子）
赤紫色のスカーフをした男の子。新聞売りで稼いでいる。ある時熱を出してしまいレミたちの協力を得て仕事を休む。
ジャック
丸刈りの男の子。年に1週間だけ開かれる特別な市（いち）で、普段めったに食べられない飴を食べて喜ぶ。
ピエール
声 - 前田このみ
幼い男の子。ライトグレー色の上着を着ている。靴磨きで稼いでいる。
リーズ
声 - かないみか
レミの妹のナナと同じ年頃の女の子。花売りをしてお金を稼いでいる。幼いこともあり甘えん坊で泣き虫な性格。最終話でミリガン夫人が母親代わりとなって、自分にお母さんができたと喜んだ。

### その他の主な人たち

#### シャバノン村
レミが冒頭で暮らすバルブラン家がある村。
ルコント
声 - 安西正弘
雑貨屋の主人。趣味は歌うことで、村ののど自慢大会で「オー・ソレ・ミオ」を歌唱しレミと優勝を争う。
ジジ
声 - 日野由利加
ルコントの妻。夫婦揃ってレミと親しくしており、彼女に乳を出してくれるルーセットを大事にするよう助言する。
ポリネール
声 - 郷里大輔
村にやって来た人買い。ジェロームからレミを20フランで買い取り、彼女が逃げないよう村の納屋に閉じ込める。

#### ユセルの街
ジャン
声 - 岩坪理江
病気の母と貧しい生活をしており、母の治療代を得るためにヴィタリス一座の一日の売上金を盗む。
ナナにそっくりな女の子とその父
声 - カトリーン（渡辺菜生子）、ピエール（幹本雄之）
初仕事で失敗して落ち込むレミと橋の上で出会い、彼女に歌を聞かせてもらう。

#### 本屋がある街
ルネ
声 - 上田敏也
本屋の主人。自身の店にヴィタリスと、本という物を初めて知ったレミが来る。店には、客としてコラールが時々訪れる。
コラール
声 - 堀秀行
フランスで名の通った小説家。本屋で会ったレミに自身が書いた「10の魔法の物語」という本を勧める。

#### 孤児院がある街
ピエール
声 - 安達忍
妹思いな男の子。悪ふざけが好きで、当初レミにちょっかいを出してからかったが彼女が捨て子と知り親しくなる。100日マリア像の前でお祈りすれば願いが叶うと信じて、毎晩ジェラールの屋敷にこっそり忍び込んではニーナが話せるようになりますようにとお祈りしていた。
ニーナ
声 - 西原久美子
ピエールの妹。以前は普通に話していたが、母を亡くした直後からショックで突然話せなくなった。終盤では、マリア像を見たことで言葉を取り戻し話せるようになる。
エマ
声 - 中友子
ピエールとニーナの母。故人。生前マリア像に100日お祈りを捧げると願いが叶うという話を子供たちに聞かせていた。
ジェラール
声 - 稲葉実
裕福な家の主人。自宅の酒の貯蔵庫の床に子供の足跡が見つかったことから、ピエールが盗みに入ったと疑う。しかし、ネズミに驚きうっかり自分の屋敷を燃やしてしまいレミとピエールに助けられる。そして、最後には真実を知りマリア像をプレゼントした。

#### 焼き物工房がある街
お金持ちの夫妻
声 - ヴィクトール（西村知道）、イボンヌ（滝沢久美子）
ホテル暮らしをして各地を転々としながら、過去に生き別れになった娘を探している。後にサラが実の娘であることがレミのおかげで判明し、娘と再会を果たす。
アンドレ
声 - 福田信昭
焼き物職人の親方。店の軒下で雨宿りをしていたヴィタリスとレミを室内に案内し、そのまま泊まらせてあげる。
サラ
声 - 白鳥由里
アンドレのもとで焼き物の修行する女の子。目が不自由で、大人しい性格で自分に自身がない。趣味はカード占い。実はヴィクトールとイボンヌ夫妻の娘。

#### ボルドーの街
エミール
声 - 柏倉つとむ
船員見習いの少年。乗っている船が停泊した港でレミと出会い親しくなる。実家で犬を飼っているため犬好き。
ビクトル
声 - 大友龍三郎
船員。大柄な男。威圧的で乱暴者。船長たちに隠れてサーカス団に犬を売って儲ける犬泥棒をしている。
ジジ
声 - 二又一成
船員。小柄な男。ビクトルの子分的存在だがエミールには強気。ビクトルと2人で偶然出会ったカピを盗もうとする。

#### トゥールーズの街
ミミ
声 - 鈴木富子
ぽっちゃりした女の子。警官に興行を中止させられそうになったヴィタリスたちをかばい、レミと親しくなる。
ビゴー
声 - 岸野幸正
ミミの父。パン屋を経営。面倒な話は苦手だが、ミミにせがまれてヴィタリスたちが野宿するための場所として裏庭を貸す。
ナヴァール
声 - 山下啓介
様々な雑貨を売る行商人。顔馴染みのビゴーからは正直者と思われていたが、実は泥棒で放火犯。
巡査長
声 - 笹岡繁蔵
街の警官。何者かによる放火事件が相次ぎ部下と共に警戒にあたるが、偶然会ったヴィタリスに疑いを持つ。

#### レミがパリで出会う人たち
ポール
声 - 石野竜三
ミッシェル通りの少年。普段からガスパールの子たちの稼ぎを脅し取る乱暴な性格で、マチアと敵対している。
コゼット
声 - 平松晶子
旅芸人の少女。年に一度の特別な市でレミと出会うが、旅芸人の生活にうんざりし虫の居所が悪く彼女をからかう。
コゼットの両親
声 - ミシェル（佐藤正治）、ジョアンナ（日野由利加）
コゼットと3人でミシェル一座という旅芸人をしている。ルーアンから来たが芸をやろうとしないコゼットに手を焼く。
医師
声 - 塩屋浩三
ルールシーヌ通りの住民の往診を拒否する医者が多い中、病気になったマルセルを診察してくれた優しい医者。

#### 田舎町の人たち
レミたちが秋にブドウ園の仕事を手伝う町。
ジャンヌ
声 - 鈴木砂織
廃坑に入った女の子。出口が分からず泣いていた所、声を聞いて入ってきたレミと一緒に落磐により閉じ込められる。
ジャンヌの父
声 - 小野健一
夫婦で酒場を営む。店に駆け込んできたマチアから、ジャンヌとレミが廃坑に閉じ込められたと聞いて救出に向かう。
ベルグヌー
声 - 槐柳二
飲んだくれのおじいさん。昔は村一番の炭鉱夫だった。レミが廃坑に閉じ込められたと聞いてマチアたちと助けに行く。
アルベルト
声 - 仲木隆司
パリの音楽院でヴァイオリンを教えている。田舎町に滞在中に偶然マチアのヴァイオリンを聞いて才能を見抜き音楽院での勉強に誘う。
ガスパールの悪友
乱暴な性格の2人組の男たち。ガスパールの指示でレミを拉致監禁するが、逃げられたため執拗に追いかける。しかし、パリの街でレミを逃がすべくマチアが囮になった際、マチアに執拗に暴行を加えるガスパールに対しては懐疑的になり「そのくらいにしといたらどうだ？死んじまうぜ」と言ってガスパールを諌めるなど、ガスパールに比べれば良識的な面も持ち合わせている模様。

## スタッフ
- 製作 - 本橋浩一
- 企画 - 清水賢治(フジテレビ)、佐藤昭司
- 製作管理 - 本橋寿一
- キャラクターデザイン - 大城勝
- 美術設定 - 伊藤主計
- 美術監督 - 川口正明
- 色彩設計 - 小山明子
- 撮影監督 - 熊谷幌史
- 音楽 - 服部克久
- 音響監督 - 藤野貞義
- プロデューサー - 瀧山麻土香(フジテレビ)、佐藤賢一
- 監督 - 楠葉宏三
- 企画・製作 - 日本アニメーション株式会社
- 制作 - フジテレビ・日本アニメーション

## 主題歌

### オープニングテーマ
「愛について」
作詞・歌 - さだまさし / 作曲・編曲 - 服部克久
さだまさし57枚目のシングル。55枚目のシングルである『Wonderful Love/花咲きぬ』（1996年4月25日発売）より6ヶ月ぶりに発売されたシングルで、56枚目のシングルである『絵画館/甘い手紙』との同時発売となった楽曲である。また本曲の収録アルバムである『古くさい恋の唄ばかり』も、これら2枚のシングルと同日に発売されている。
CDの内容は本曲のみが収録されたもの。第1トラックに本曲が収録。第2トラックにはオリジナル・カラオケ、第3トラックには本曲のピアノバージョン（インストゥルメンタル。編曲・演奏：吉田弥生）が収録されている。
ジャケットの表紙第1面はレミ、ヴィタリス、ジョリクールの絵が用いられたもの。ジャケットの裏面（表紙第4面）にヴィタリスのようにバイオリンを構える、さだまさしの姿写真を用いている。
曲そのものは、壮大な印象を与える曲調を持つ賛歌であり、苦難に対して幾度打ちのめされても立ち上がり今を生きる不屈を歌い上げている。
アニメのオープニングで流されたTVサイズバージョンでは、CD収録のオリジナル版とは異なり、オープニング映像の時間尺に合わせると共に、全体的に明るい曲調となるよう、わずかに早目の進行テンポとなっており、またサビの後半より歩調（行進曲）を意図したようなドラムパートが存在している。またオリジナル版の本曲はフェードアウトに近い終わり方をするが、TVサイズバージョンではフェードアウトはせずTVサイズオリジナルとなる明るいアウトロが入っており、曲に暗い印象を与えず主人公であるレミの行く末に対してより希望が想定されうる（それが強調される）ような工夫がなされている。

### エンディングテーマ
「しあわせの予感」
作詞 - 岡田冨美子 / 作曲・編曲 - 服部克久 / 歌 - Youca
『おしえて』『バラードの肌ざわり』に続く、Youca名義3枚目のシングル。歌唱者にとっては通算5枚目のシングルとなる。表紙1面はカピと共に夕刻の道を歩くレミを一座が追うイラストを使用。表紙4面はYoucaのピンナップ。
歌唱者のYoucaは本作ののち、10年近くシングルを出すことはなかった。本作の次に彼女が出したシングルが『まかせて★スプラッシュ☆スター★』であり、同作よりYoucaは名義をうちやえゆかに切り替えたため、本作はYouca名義で出された最後のシングルである。
本作品では、本編の末尾にかかる形でエンディングテーマが流れ、そのままエンディング映像に入る形式が取られており、それに伴って次回予告も従来とは異なり、エンディングの後に配されている。このエンディング後に次回予告というフォーマットは、『レ・ミゼラブル 少女コゼット』など後年のシリーズ作品にも踏襲されている。

## 各話リスト
| 話数 | 放送日         | サブタイトル           | 脚本     | 絵コンテ | 演出              | 作画監督        |
| ---- | -------------- | ---------------------- | -------- | -------- | ----------------- | --------------- |
| 1    | 1996年 9月1日  | 悲しい誕生日           | 島田満   | 楠葉宏三 | 楠葉宏三          | 大城勝          |
| 2    | 9月8日         | さよなら お母さん      | 島田満   | 高木淳   | 高木淳            | 井上鋭 森川聡子 |
| 3    | 9月15日        | ヴィタリス 一座        | 島田満   | 楠葉宏三 | 楠葉宏三          | 大城勝          |
| 4    | 9月22日        | 素敵な贈り物           | 島田満   | 寺東克己 | 高木淳            | 井上鋭          |
| 5    | 10月27日       | 奇跡のマリア像         | 島田満   | 飯島正勝 | 西田健一          | 大城勝          |
| 6    | 11月3日        | 幻のおかあさん         | 島田満   | 高木淳   | 高木淳            | 井上鋭          |
| 7    | 11月10日       | もうひとつの家族       | 小山眞弓 | 寺東克己 | 楠葉宏三          | 大城勝          |
| 8    | 11月17日       | さよなら私たちの家     | 小山眞弓 | 鈴木孝義 | 高木淳            | 井上鋭          |
| 9    | 11月24日       | 運命の出会い           | 小山眞弓 | 楠葉宏三 | 楠葉宏三          | 丸山宏一        |
| 10   | 12月1日        | ひとりぼっちのアーサー | 小山眞弓 | 鈴木孝義 | 高木淳            | 大城勝          |
| 11   | 12月8日        | ペンダントの秘密       | 小山眞弓 | 寺東克己 | 藤本次朗 西田健一 | 井上鋭          |
| 12   | 12月15日       | 悲しみの雪山           | 小山眞弓 | 高木淳   | 高木淳            | 丸山宏一        |
| 13   | 1997年 1月12日 | 雪の日の別れ           | 小山眞弓 | 楠葉宏三 | 楠葉宏三          | 井上鋭          |
| 14   | 1月19日        | 新しい旅の始まり       | 小山眞弓 | 楠葉宏三 | 高木淳            | 大城勝          |
| 15   | 1月26日        | 新しい仲間             | 小山眞弓 | 寺東克己 | 西田健一          | 井上鋭          |
| 16   | （未放送）     | 雨の日の子猫           | 小山眞弓 | 飯島正勝 | 西田健一          | 井上鋭          |
| 17   | 2月2日         | 地下迷路での誓い       | 小山眞弓 | 楠葉宏三 | 高木淳            | 丸山宏一        |
| 18   | 2月9日         | すれちがう母と子       | 小山眞弓 | 杉島邦久 | 楠葉宏三          | 井上鋭          |
| 19   | （未放送）     | 旅の一家               | 小山眞弓 | 高木淳   | 平川達也          | 丸山宏一        |
| 20   | （未放送）     | 心の友達               | 小山眞弓 | 楠葉宏三 | 西田健一          | 大城勝          |
| 21   | 2月16日        | 思い出のバイオリン     | 小山眞弓 | 楠葉宏三 | 高木淳            | 大城勝          |
| 22   | 2月23日        | 地下からの生還         | 小山眞弓 | 飯島正勝 | 西田健一          | 井上鋭          |
| 23   | 3月2日         | ふたりの願い           | 小山眞弓 | 寺東克己 | 高木淳            | 丸山宏一        |
| 24   | 3月9日         | 引き裂かれた愛         | 小山眞弓 | 杉島邦久 | 楠葉宏三          | 井上鋭          |
| 25   | 3月16日        | 脱出!                  | 小山眞弓 | 高木淳   | 高木淳            | 大城勝 丸山宏一 |
| 26   | 3月23日        | 私のお母さん           | 小山眞弓 | 楠葉宏三 | 楠葉宏三          | 大城勝          |

1996年9月29日、10月6,13,20日、12月22,29日、1997年1月5日は休止。

## 放送局
※放送日時・系列は本番組終了時（1997年3月）のもの。
| 放送地域       | 放送局             | 放送日時           | 放送系列                                     | 備考   |
| -------------- | ------------------ | ------------------ | -------------------------------------------- | ------ |
| 関東広域圏     | フジテレビ         | 日曜 19:30 - 20:00 | フジテレビ系列                               | 制作局 |
| 北海道         | 北海道文化放送     | 日曜 19:30 - 20:00 | フジテレビ系列                               |        |
| 岩手県         | 岩手めんこいテレビ | 日曜 19:30 - 20:00 | フジテレビ系列                               |        |
| 秋田県         | 秋田テレビ         | 日曜 19:30 - 20:00 | フジテレビ系列                               |        |
| 宮城県         | 仙台放送           | 日曜 19:30 - 20:00 | フジテレビ系列                               |        |
| 福島県         | 福島テレビ         | 日曜 19:30 - 20:00 | フジテレビ系列                               |        |
| 新潟県         | 新潟総合テレビ     | 日曜 19:30 - 20:00 | フジテレビ系列                               |        |
| 長野県         | 長野放送           | 日曜 19:30 - 20:00 | フジテレビ系列                               |        |
| 静岡県         | テレビ静岡         | 日曜 19:30 - 20:00 | フジテレビ系列                               |        |
| 富山県         | 富山テレビ         | 日曜 19:30 - 20:00 | フジテレビ系列                               |        |
| 石川県         | 石川テレビ         | 日曜 19:30 - 20:00 | フジテレビ系列                               |        |
| 福井県         | 福井テレビ         | 日曜 19:30 - 20:00 | フジテレビ系列                               |        |
| 中京広域圏     | 東海テレビ         | 日曜 19:30 - 20:00 | フジテレビ系列                               |        |
| 近畿広域圏     | 関西テレビ         | 日曜 19:30 - 20:00 | フジテレビ系列                               |        |
| 島根県・鳥取県 | 山陰中央テレビ     | 日曜 19:30 - 20:00 | フジテレビ系列                               |        |
| 岡山県・香川県 | 岡山放送           | 日曜 19:30 - 20:00 | フジテレビ系列                               |        |
| 広島県         | テレビ新広島       | 日曜 19:30 - 20:00 | フジテレビ系列                               |        |
| 愛媛県         | 愛媛放送           | 日曜 19:30 - 20:00 | フジテレビ系列                               | [ 19 ] |
| 福岡県         | テレビ西日本       | 日曜 19:30 - 20:00 | フジテレビ系列                               |        |
| 佐賀県         | サガテレビ         | 日曜 19:30 - 20:00 | フジテレビ系列                               |        |
| 長崎県         | テレビ長崎         | 日曜 19:30 - 20:00 | フジテレビ系列                               |        |
| 熊本県         | テレビ熊本         | 日曜 19:30 - 20:00 | フジテレビ系列                               |        |
| 鹿児島県       | 鹿児島テレビ       | 日曜 19:30 - 20:00 | フジテレビ系列                               |        |
| 沖縄県         | 沖縄テレビ         | 日曜 19:30 - 20:00 | フジテレビ系列                               |        |
| 宮崎県         | テレビ宮崎         | 日曜 18:00 - 18:30 | フジテレビ系列 日本テレビ系列 テレビ朝日系列 |        |

### その他の放送状況
本作品の終了後に開局した、フジテレビ系列のさくらんぼテレビ（SAY。山形県・1997年4月1日開局）では、前述の調整用に作られた3話分を含めた放送を、再放送に準じる扱いで実施した。SAYではその後、かつて「世界名作劇場」をネットしていたYTSのネットチェンジ後から、SAY開局までの間に放送された『若草物語 ナンとジョー先生』『七つの海のティコ』『ロミオの青い空』『名犬ラッシー』も放送した。

フジテレビ系と日本テレビ系のクロスネットであるテレビ大分と、日本テレビ系山梨放送では、前作「名犬ラッシー」を以てネットを打ち切った為、本作は世界名作劇場唯一の未放送作品となった。

海外では、フィリピン、クウェートや欧州で放映された他、近年ではイタリアでも放映された。スペインでは『七つの海のティコ』『ロミオの青い空』『名犬ラッシー』を除きテレビ放送された最後の作品でもある。

## 映像ソフト化
テレビシリーズのDVDは2002年9月25日 - 11月25日にかけて全6巻が発売、各月ごとに2巻ずつ同時発売という形式は前作までと同様である。シリーズ次作の『レ・ミゼラブル 少女コゼット』からはDVDのみの販売展開に移行したため、VHSビデオとしての映像ソフト化は本作品が最後となった。

## 世界名作劇場完結版
2001年頃にBSフジにて放送。本作品の監督である楠葉宏三が、テレビシリーズのうち第1 - 3話、および未放送分を除く20話分を前編・後編の2パートに分けて再構成した総集編。前編がヴィタリスが死去するまでの旅編、後編はパリでの生活編を中心に構成されている。

## サウンドトラック
- 家なき子レミ オリジナルサウンドトラック Vol.1（BGM集）

## 絵本
ぎょうせい 絵本アニメ世界名作劇場
- 家なき子レミ ISBN 978-4-3240-6977-6

ポプラ社 テレビドラマシリーズ
- 家なき子レミ ISBN 978-4-5910-5165-8

テレビシリーズとはストーリーを異としている。
講談社 テレビ絵本 家なき子レミ
1. ISBN 978-4-0630-9936-2
2. ISBN 978-4-0630-9943-0
3. ISBN 978-4-0630-9947-8
4. ISBN 978-4-0630-9949-2
5. ISBN 978-4-0630-9955-3

## ノベライズ
- 「家なき子レミ」箱石桂子著、竹書房刊 ISBN 978-4-8124-1910-6